# Салвадор Алиенде
Салвадор Гилермо Алиенде Госенс (на испански: Salvador Guillermo Allende Gossens) е чилийски демократичен социалист, лекар, хирург и президент на Чили в периода от 3 ноември 1970 г. до 11 септември 1973 г., ръководител на политическото коалиционно правителство на народното единство. Tой е първият марксист, избран за президент в страна с либерална демокрация.
Алиенде се занимава с политика още от университетските си години. Участието му в чилийския политически живот обхваща период от почти четиридесет години. Като дългогодишен член на Социалистическата партия на Чили, към чиято фондация активно допринася, той неуспешно се кандидатира за президент на Републиката на изборите през 1952, 1958 и 1964 г. като междувременно е депутат, заместник-министър на здравеопазването в правителството на Педро Агире Серда и сенатор от 1945 до 1970 г., в това число председател на горната камара на Конгреса между 1966 и 1969 г.
Най-накрая през 1970 г. печели и става първият президент марксист в света, който печели властта чрез общи и демократични избори. Той печели президентството в близка тристранна надпревара и е избран на втория тур от Конгреса, тъй като никой от кандидатите не постига мнозинство. Национализира ключови области на икономиката и задълбочава аграрната реформа, по време на тежка вътрешна икономическа и финансова криза.
На 22 август 1973 двете камари на чилийския парламент с 81 срещу 47 гласа обвиняват правителството му в стремеж към диктатура, пренебрегване на законодателната власт, пренебрегване на съдебните решения, посегателства срещу свободата на словото, арести, побои и мъчения над опозицонни журналисти и други граждани, в посегателства срещу собствеността и терор, но поради липса на конституционни пълномощия парламента не успява да осъществи импийчмънт. Но след 2 дни чилийският Върховен съд обявява Алиенде за отстранен от властта. В изпълнение на волята на законодателната власт и върховния съд е свален с преврат на 11 септември 1973 г., с участието на трите клона на въоръжените сили и подкрепен от Централното разузнавателно управление на САЩ, три години преди края на конституционния си мандат. Същия ден, след като Паласио де Ла Монеда е бомбардиран от самолети и танкове, Алиенде се самоубива, въпреки че преди щурма Пиночет предлага на Алиенде, семейството му и приближените му самолет, с който да напуснат страната, но Алиенде отказва. След края на неговото правителство генерал Аугусто Пиночет установява военен режим, продължил шестнадесет години и половина. Военната хунта разпуска конгреса на Чили, прекратява Конституцията и започва борба с комунистическите партизани, продължила през цялата военна диктатура.

## Биография

### Младежки години
Роден е на 26 юни 1908 г. във Валпараисо. Той е син на Салвадор Алиенде Кастро и Лора Госенс Урибе. Семейството му принадлежи към чилийската горна средна класа и има дълга традиция на политическо участие в прогресивни и либерални каузи. Неговият дядо е изтъкнат лекар и социален реформист, който основава едно от първите светски училища в Чили. Салвадор Алиенде е от баски и белгийски (валонски) произход.
Алиенде посещава гимназията Лисео Едуардо де ла Бара във Валпараисо. Като тийнейджър неговото главно интелектуално и политическо влияние идва от производителя на обувки Хуан Де Марчи, италиански анархист. Салвадор Алиенде е талантлив спортист в младостта си, тъй като е член на спортния клуб „Евертон де Виня дел Мар“ (кръстен на по-известния английски футболен клуб със същото име), където се оказва, че е много добър на дълъг скок. След това завършва медицина през 1933 г. в Чилийския университет. По време на своето пребиваване в медицинското училище Алиенде е повлиян от професор Макс Вестенхофер, германски патолог, който подчертава социалните детерминанти на болестта и социалната медицина.

### Политическа кариера
Политическата си активност започва през 20-те години на XX век, когато е студент по медицина. През 1929 г. е приет в масонска ложа. През 1937 г. става депутат от Социалистическата партия. През 1945 г. е избран за сенатор от родната си провинция, където печели изборите с огромна преднина. Осъжда съветското нахлуване в Чехословакия през 1968 г.

### Президент
На изборите за президент от септември 1970 спечелва 36,3% от гласовете и след избори и в чилийския парламент става президент на страната.
По време на президентския период на Алиенде са национализирани ключовите отрасли на чилийската индустрия, в това число и добивът на мед, който в значителна своя част е в ръцете на концерни от САЩ, които са създали много от рудниците. Политиката на Алиенде предвижда и отчуждаване на банките и провеждане на аграрна реформа, ощетяваща едрите собственици на земя. През 1972 г. получава Ленинска награда за мир от съветското правителство.

### Икономическа криза
Всичко това води до изпадането на Чили в тежка икономическа криза, до нарастване на инфлацията на над 300% и до липса на инвестиции в страната, а САЩ налагат търговско ембарго. Започва недостиг на стоките от първа необходимост, възход на черния пазар, а месото се получава чрез купони 3, а по-късно – 2 пъти седмично. Алиенде иска финансова помощ от Брежнев, но руснаците изпращат само оръжие, което засилва влиянието на армията и довежда до военен преврат и диктатурата на генерал Пиночет.

### Военен преврат
На 11 септември 1973 г. в страната е извършен военен преврат с активното участие на ЦРУ. Първоначално на Алиенде му е предложено от военните да напусне страната, но той отказва. Малко по-късно той слага край на живота си. През май 2011 г. тялото на Алиенде е ексхумирано и чилийски съдебни лекари достигат до извода, че той е починал в резултат на огнестрелна рана, причинена при самоубийство.
Салвадор Алиенде е чичо на писателката Изабел Алиенде.